# Guelph Indians
Guelph Indians byl kanadský juniorský klub ledního hokeje, který sídlil v Guelphu v provincii Ontario. V letech 1936–1940 působil v juniorské soutěži Ontario Hockey Association (později Ontario Hockey League). Zanikl v roce 1940 po přetvoření franšízy v nový tým Guelph Biltmore Mad Hatters. Své domácí zápasy odehrával v hale Guelph Memorial Gardens s kapacitou 3 999 diváků.
Nejznámější hráči, kteří prošli týmem, byli např.: Adam Brown, Eddie Bush, Harry Dick, Lloyd Finkbeiner, John Holota, Alan Kuntz nebo Joe Turner.

## Přehled ligové účasti
Zdroj: 
- 1936–1940: Ontario Hockey Association